# Aeroporto di Dumaguete-Sibulan
L'aeroporto di Dumaguete-Sibulan (tagallo: Paliparan ng Sibulan) (IATA: DGT, ICAO: RPVB), definito come principale di classe 1 dalla autorità dell'aviazione civile filippina CAAP, è un aeroporto filippino situato nella parte sud-orientale dell'isola di Negros, nella provincia di Negros Oriental, nella territorio della città di Sibulan e serve la città di Dumaguete. La struttura è dotata di una pista di asfalto e cemento lunga 1870 m, l'altitudine è di 5 m, l'orientamento della pista è RWY 09-27. L'aeroporto è aperto al traffico commerciale domestico.

## Incidenti
Nella storia dell'aeroporto di Dumaguete si conta un solo lieve incidente.
- 1º luglio 1970: un Fokker F27 Friendship 200 di Philippine Airlines con 29 persone a bordo esce di pista distruggendosi. Nessuno dei presenti a bordo riporta ferite o danni.